# بوب سويني (ممثل ومخرج)
بوب سويني (19 أكتوبر 1918 - 7 يونيو 1992) كان ممثل ومخرج ومنتج للإذاعة والتلفزيون والسينما.

## النشأة في الإذاعة والتلفاز
بوب سويني تخرج من مدرسة بالبوا الثانوية (سان فرانسيسكو) وكلية ولاية سان فرانسيسكو. بدأ حياته المهنية كمذيع في الراديو ثم أصبح كوميدي.

## معلوماته الشخصية
كان هو وزوجته بيف لديهم ابنة واحدة، بريدجيت.

## الوفاة
توفي سوينى بالسرطان في قرية ويستليك بولاية كاليفورنيا يوم 7 يونيو عام 1992.

## أفلامه
- It Grows on Trees (1952) - McGuire
- South Sea Woman (1953) - Defense Lt. Miller
- Mister Scoutmaster (1953) - Mr. Hackett (uncredited)
- The Last Hurrah (1958) - Johnny Degnan
- Toby Tyler (1960) - Harry Tupper
- A Raisin in the Sun (1961) - Insurance Company Agent (uncredited)
- Moon Pilot (1962) - Sen. Henry McGuire
- Son of Flubber (1963) - Mr. Harker
- Marnie (1964) - Cousin Bob
- The Irishman (1978) - Nat Simpson
- Book of Love (1990) - Mr. Snow
- Born to Ride (1991) - Gus, Owner of Gus's Garage (final film role)

## وصلات خارجية
- بوب سويني (ممثل ومخرج) على موقع فايند أغريفFind a Graveبوب سويني (ممثل ومخرج) على موقع فايند أغريف
- بوب سويني على موقع IMDb (الإنجليزية)
- بوب سويني على موقع أول موفي (الإنجليزية)
- بوب سويني على موقع ديسكوغز (الإنجليزية)
- بوب سويني على موقع قاعدة بيانات الفيلم (الإنجليزية)

Internet Movie DatabaseAllMovie
- Biography by Yahoo
- The Sweeney & March Show by The Radio Gold Index
- Biography نسخة محفوظة 19 مايو 2011 على موقع واي باك مشين. by New York Times